# Lembosia shoreae
Lembosia shoreae är en svampart som beskrevs av R.K. Verma, Soni, C.K. Tiwari & Jamaluddin 2001. Lembosia shoreae ingår i släktet Lembosia och familjen Asterinaceae.   Inga underarter finns listade i Catalogue of Life.